# Awehnjo
Der Awehnjo ist ein Fluss auf der indonesischen Insel Damar.
Der Fluss entspringt im Westen der Insel, an den Hängen des Akrewhi und fließt zur Nordwestküste, wo er in die Bandasee mündet.